# Bitva u Arginuských ostrovů
Bitva u Arginuských ostrovů byla námořní bitva peloponéské války, jež se odehrála v roce 406 př. n. l. nedaleko města Canae na Arginuských ostrovech (východně od ostrova Lesbos). V bitvě porazila athénská flota, jíž velelo osm stratégů, spartskou flotu pod vedením Kallikratida. Bitvě předcházelo vítězství Sparty, které vedlo k zablokování athénské floty, jíž velel Konón, u Mytilény; k uvolnění Konónových sil Athéňané rychle shromáždili loďstvo složené převážně z nově postavených triér obsazených nezkušenými posádkami. Tato nezkušená flota byla tedy takticky horší než Sparťané, ale athénští velitelé byli schopni tento problém obejít tím, že použili zcela novou taktiku, díky níž dosáhli nečekaného vítězství.
Zprávy o samotném vítězství se v Athénách setkaly s radostí a vděčná aténská veřejnost podpořila udělení občanství otrokům a metoikům, kteří v bitvě bojovali. Pak ale do Athén dorazily zprávy o tom, že vzhledem k bouři, která nastala po bitvě, nebyli zachráněni přeživší z pětadvaceti poškozených nebo potopených aténských triér a velké množství námořníků se utopilo. V Athénách vypuklo pobouření, živené i některými politiky, a šest z osmi stratégů, kteří flotě veleli, bylo hromadně souzeno a popraveno (zbylí dva uprchli).
Ve Spartě se tradicionalisté, kteří podporovali Kallikratida, snažili o mír s Athénami, protože věděli, že pokračování války povede k opětovnému vzestupu jejich oponenta Lýsandra. Tato strana zpočátku získala převahu a do Atén byla vyslána delegace, aby nabídla mír. Athéňané ale tuto nabídku odmítli a Lýsandros odplul do Egejského moře, aby pro zbytek války převzal velení floty. O výsledku peloponéské války se rozhodlo necelý rok poté v bitvě u Aigospotamoi.

## Situace před bitvou

### Kallikratidás a Konón
V roce 406 př. n. l. ve funkci nauarcha, tj. vrchního velitele spartské floty, nahradil Kallikratidás Lýsandra. Kallikratidás, jako tradicionalista, který neměl důvěru k Peršanům, nechtěl žádat podporu od perského knížete Kýra Mladšího, který byl příznivcem Lýsandrovým. Žádal tedy o přispění spartské spojence. Tak sestavil flotu asi 140 triér. Zatím Konón, který velel athénské flotě, která se tou dobou nacházela u ostrova Samos, kvůli problémům s morálkou námořníků dokázal obsadit jen 70 z více než stovky triér, jimiž disponoval.
Poté, co Kallikratidás sestavil flotu, plavil se proti Methymně na Lesbu, oblehl ji a dobyl. Z Methymny by Kallikratidás mohl snadno obsadit celý zbytek Lesbu, což by mu pak umožnilo přesunout loďstvo do Hellespontu, kde by mohl přerušit životně důležitou trasu dodávek obilí do Athén. Aby ubránil Lesbos, byl Konón nucen přesunout své číselně slabší loďstvo od Samu k Hekatonneským ostrovům poblíž Methymny. Když na něj však Kallikratidás zaútočil s flotou, která se mezitím zvětšila na 170 lodí, byl Konón nucen ustoupit do Mytilény. Zde zůstal se svou flotou odříznut poté, co ztratil 30 lodí ve srážce u ústí přístavu. Konón, obležen na zemi i na moři, nemohl bojovat proti výrazně větším silám, které jej obkličovaly, a jen s obtížemi dokázal vyslat do Athén loď se zprávou o svém postavení.

### Pomocná flota
Když loď doplula do Athén a její posádka podala zprávu o Konónově situaci, athénské shromáždění bez odkladu schválilo krajní opatření s cílem postavit a obsadit novou flotu. Pro financování lodí byly roztaveny zlaté sochy Níké a do posádek byli přijímáni i otroci a metoikové. Aby si Athéňané zajistili dostatečně velké a věrné mužstvo, udělili dokonce občanství tisícům otroků, kteří na lodích veslovali. Bylo připraveno a osazeno více než sto lodí; po dosažení Samu zvětšily lodě poskytnuté spojenci flotu na 150 triér. Ve velmi neobvyklém uspořádání flotě velelo osm stratégů: Aristokratés, Aristogenés, Diomedón, Erasinidés, Lýsiás, Periklés mladší, Prótomachos a Thrasyllos.
Ze Samu se athénská flota plavila k Arginuským ostrovům (naproti mysu Malea na Lesbu), kde se večer utábořila. Kallikratidás, který se s většinou své floty plavil na jih k mysu Malea, se dozvěděl o pohybech athénské floty, spatřil její signální ohně a zamýšlel na ně v noci zaútočit, ale kvůli bouři odložil útok na ráno.

## Bitva
Za svítání vedl Kallikratidás svou flotu proti Athéncům. Měl 140 lodí proti athénským 150 (50 svých lodí oddělil a nechal je hlídat Konóna v Mytiléně). Poprvé ve válce se stalo, že byly spartské posádky a velitelé zkušenější než jejich athénští protivníci, protože nejlepší athénské posádky byly obklíčeny s Konónem. V této situaci athénští velitelé použili několik neobvyklých taktik. Za prvé, athénská flota byla rozdělena do osmi autonomních oddílů, z nichž byla každá vedena jedním z stratégů; za druhé, uspořádali svou flotu ve dvou řadách (místo obvyklé jedné řady), aby zabránili Sparťanům používat manévr známý jako diekplús.
Athénci rozvinuli své levé křídlo a provedli z této strany obchvat. Větší počty athénských lodí, kombinované s novou taktikou, znamenaly pro Sparťany ohrožení a kormidelník Kallikratidovi doporučil, aby ustoupil bez boje, ale ten odmítl. Rozdělil své síly do dvou oddílů, aby čelil hrozbě obklíčení. Bitva trvala nějakou dobu, ale nakonec Kallikratidás, jenž vedl pravé křídlo, zahynul a odpor vpravo se zhroutil. Levé křídlo Sparťanů odolávalo déle, ale nedokázalo obstát proti celé athénské flotě a ustoupilo také. Sparťané ztratili 70 lodí a Athénci 25.

## Důsledky
Bezprostředně po bitvě museli athénští velitelé čelit několika naléhavým problémům. Konón byl stále v Mytiléně zablokován padesáti spartskými loděmi a athénští měli šanci rychlým úderem nepřátelské lodě zničit dříve, než by se stačily připojit ke zbytku Kallikratidovy floty. V moři však stále zůstávali trosečníci z 25 athénských lodí, které byly v bitvě potopeny nebo poškozeny. Nakonec bylo přijato rozhodnutí, že všech osm stratégů odpluje do Mytilény, kde se pokusí pomoci Konónovi, zatímco trierarchové Thrasybúlos a Théramenés zůstanou na místě s menším oddílem, aby zachránili trosečníky. Obě tyto mise ale překazila náhlá bouře. Athénské lodě se vrátily do přístavu, spartská flota v Mytiléně unikla a zachraňování utopených námořníků se ukázalo být nemožným.

### Proces se stratégy
V Athénách se počáteční úleva z nečekaného vítězství brzy změnila v hořkou rétorickou bitvu o to, kdo nese zodpovědnost za to, že se nepodařilo zachránit topící se a vylovit mrtvé. Když se stratégové dozvěděli, že se veřejnost rozhněvala nad neúspěšnou záchranou, tvrdili, že vinni jsou trierarchové Thrasybúlos a Théramenés, kteří se mezitím již vrátili do města.
Trierarchové se úspěšně obhájili a hněv veřejnosti se obrátil proti stratégům. Všech osm stratégů bylo sesazeno z úřadu a bylo jim nařízeno, aby se dostavili do Athén k soudu; dva z nich, Aristogenés a Prótomachos, uprchli, ale ostatních šest se vrátilo. Po návratu byli vězněni a jeden z nich, Erasinidés, byl odsouzen za pochybení v úřadu; tento proces mohl být pokusem o otestování veřejného mínění, neboť Erasinidés, který během debat po bitvě jako první navrhoval rovnou trosečníky opustit, byl zřejmě mezi šesti obviněnými nejsnazším cílem.
Stratégové byli souzeni athénským shromážděním. V první den rozpravy mohli obvinění stratégové získat soucit davu tím, že vinu za tragédii zcela svalili na bouři, která zmařila pokusy o záchranu. Naneštěstí pro ně však tento první den debaty následovaly slavnosti apaturií, při kterých se setkávaly rodiny; v této situaci byla nepřítomnost utopených u Arginuských ostrovů bolestně zřejmá, a když se shromáždění znovu sešlo, iniciativu převzali ti, kteří chtěli se stratégy nakládat tvrdě. Politik Kallixeinos navrhl, aby shromáždění bez další rozpravy hlasovalo o vině nebo nevině všech stratégů. Euryptolemos (bratranec Alkibiadův) a někteří další se proti tomuto návrhu postavili s tím, že odporuje ústavě, ale ze své pozice ustoupili, když jim bylo vyhrožováno, že je stihne stejný trest jako stratégy.
Předsednictvo shromáždění tvořili prytanové, náhodně vybraní radní z fýly, která byla pověřena dohlížením na shromáždění v daném měsíci. Na každém zasedání shromáždění byl jeden z prytanů jmenován epistatem (předsedou). Filosof Sókratés byl epistatem právě toho dne, kdy měli být stratégové souzeni. Prohlásil, že „nebude činit nic, co by bylo v rozporu se zákonem“ a odmítl nechat o návrhu hlasovat. Euryptolemos, povzbuzený Sókratovým vystoupením, pronesl další řeč a přiměl shromáždění schválit návrh, že budou stratégové souzeni odděleně. Parlamentní manévry však toto vítězství anulovaly a nakonec byl přijat původní návrh; stratégové byli odsouzeni a popraveni, včetně Perikla mladšího. Athéňané brzy svého rozhodnutí litovali a vznesli obvinění proti hlavním podněcovatelům poprav. Tito muži uprchli dříve, než mohli být přivedeni k soudu, ale Kallixeinos se o několik let později do Athén vrátil; opovrhován spoluobčany, dobrovolně zemřel hlady.

### Nabídka míru
Porážka Sparty u Arginús rozšířila dlouhý seznam spartských nezdarů ve válce o Egejské moře, která se vedla od roku 412. Spartská flota, nyní kotvící u ostrova Chios, byla ve špatném stavu, Sparťané doma byli demoralizováni a Kallikratidovi příznivci se hrozili toho, že jeho soupeř Lýsandros znovu posílí, pokud bude válka pokračovat (spartští spojenci v Egejském moři požadovali jeho návrat). Vzhledem k těmto obavám spartská vláda vyslala do Athén vyslance a nabídla, že se vzdá spartské pevnosti na Dekeleji výměnou za mír na základě akceptování statu quo v Egejském moři. Tento návrh však athénské shromáždění na naléhání Kleofóna odmítlo. Válka tedy pokračovala; o rok později Lýsandros, jenž opět velel spartské flotě, rozhodně porazil athénskou flotu v bitvě u Aigospotamoi, Athény se poté vzdaly a jejich hradby byly zbořeny.